# Anita O’Day Sings the Winners
Anita O’Day Sings the Winners — студийный альбом американской певицы Аниты О’Дэй, выпущенный в 1958 году на лейбле Verve Records. Для альбома певица записала песни популярных джазовых исполнителей того времени.
Альбом был переиздан в 1962 году с новой обложкой, а в 1990 году — с бонус-треками.

## Отзывы критиков
| Оценки критиков                            | Оценки критиков |
| Источник                                   | Оценка          |
| ------------------------------------------ | --------------- |
| AllMusic                                   | [ 1 ]           |
| Billboard                                  | [ 2 ]           |
| Encyclopedia of Popular Music              | [ 3 ]           |
| MusicHound Jazz: The Essential Album Guide | [ 4 ]           |
| The Rolling Stone Jazz Record Guide        | [ 5 ]           |
| The Rolling Stone Jazz & Blues Album Guide | [ 6 ]           |

Скотт Яноу из AllMusic написал: «Некоторые материалы непривычны для интерпретации певицы, но О’Дэй, одна из лучших джазовых вокалисток десятилетия, импровизирует, когда тексты не настолько сильны (или едва существуют). Оркестр Расса Гарсии не такой уж запоминающийся, но внимание полностью сосредоточено на вокалистке, и О’Дэй действительно справляется». В рецензии журнала Cash Box отметили, что опираясь на творческую работу аранжировщиков-дирижёров Марти Пейча и Рассела Гарсии, О’Дэй своим многогранным вокалом исполняет стильные, изобретательные и выразительные номера. Музыкальный критик Уилл Фридуолд включил альбом в свою книгу «Лучшие альбомы джазовых и поп-исполнителей» и заявил, что О’Дэй, записав песни легендарных джазменов, сама заняла место в их пантеоне, а также, что этот альбом — наивысшая её точка.

## Список композиций
1. «Take the „A“ Train» (Билли Стрэйхорн, Дюк Эллингтон) — 2:48
2. «Tenderly» (Уолтер Гросс, Джек Лоуренс) — 2:38
3. «A Night in Tunisia» (Диззи Гиллеспи) — 2:35
4. «Four» (Майлз Дэвис) — 2:48
5. «Early Autumn» (Ральф Бернс, Вуди Герман, Джонни Мерсер) — 3:08
6. «Four Brothers» (Джимми Джуффре) — 2:23
7. «Sing, Sing, Sing» (Луи Прима) — 3:29
8. «My Funny Valentine» (Ричард Роджерс, Лоренц Харт) — 3:34
9. «Frenesi» (Альберто Домингес, Леонард Уиткап) — 3:01
10. «Body and Soul» (Эдвард Хейман, Роберт Саур, Фрэнк Эйтон, Джонни Грин) — 3:20
11. «What’s Your Story Morning Glory?» (Джек Лоуренс, Пол Фрэнсис Уэбстер, Мэри Лу Уильямс) — 3:47
12. «Peanut Vendor» (Л. Вулф Гильберт, Мойсес Симонс, Марион Саншайн) — 2:38

Бонус-треки переиздания 1990 года
1. «Whisper Not» (Леонард Фезер, Бенни Голсон) — 2:57
2. «Blue Champagne» (Тэпс Миллер) — 2:35
3. «Stompin' at the Savoy» (Бенни Гудмен, Энди Разаф, Эдгар Сэмпсон, Чик Уэбб) — 3:17
4. «Hershey Bar» (Джонни Мэндел) — 2:05
5. «Don’t Be That Way» (Бенни Гудман, Митчелл Пэриш, Эдгар Сэмпсон) — 2:31
6. «Peel Me a Grape» (Дэйв Фришберг) — 3:03
7. «Star Eyes» (Джин Де Пол, Дон Рэй) — 2:50

## Участники и даты записи
- Анита О’Дэй — вокал

Треки с 1 по 6 записаны 3 апреля 1958, треки с 7 по 12 — 2 апреля 1958:
- Марти Пейч — аранжировка (1-6), дирижёр (1-6), фортепиано (1-12)
- Расс Гарсия — аранжировка (7-12), дирижёр (7-12)
- Ред Келли — бас
- Ленни Нихаус, Бад Шанк — саксофон-альт
- Джек Дюлон — саксофон-бас
- Риби Камуча, Билл Перкинс — саксофон-тенор
- Боб Эневольдсен, Джим Эмлотт, Кени Ларсен, Арчи Ле Кок, Кен Шройер — тромбон
- Билл Каталано, Джул Чейкен, Фил Гилберт, Ли Кацман, Сэм Ното — труба
- Мел Льюис — ударные

Трек 13 — октябрь 1962:
- Энди Симпкинс — бас
- Джин Харрис — фортепиано
- Билл Доуди — ударные

Трек 14 — 1963:
- Билл Холман — аранжировка

Трек 15 — декабрь 1956:
- Оркестр Бадди Бергмана:
  - Херб Геллер, Бад Шанк — саксофон-альт
  - Джимми Джуффре — саксофон-баритон
  - Джордж Олд, Боб Купер — саксофон-тенор
  - Эл Хендриксон — гитара
  - Джо Мондрагон — контрабас
  - Милт Бернхардт, Ллойд Эллиотт, Фрэнк Розолино, Джордж Робертс — тромбон
  - Кони Кандоли, Пит Кандоли, Конрад Гоццо, Рэй Линн — труба
  - Элвин Столлер — ударные
  - Пол Смит — фортепиано

Трек 16 — июль 1959:
- Оркестр Билли Мэя

Трек 17 — сентябрь 1956:
- Барни Кессел — гитара
- Джо Мондрагон — контрабас
- Гарри Эдисон — труба
- Элвин Столлер — ударные
- Пол Смит — фортепиано
- Ларри Банкер

Трек 18 — февраль 1962:
- Кол Чейдер — вибрафон
- Фредди Шерибер — бас
- Джон Рэй — ударные
- Лонни Хьюитт — фортепиано

Трек 19 — апрель 1958:
- Ларри Вудс — бас
- Джо Пул — ударные
- Джон Мастерс — фортепиано

Все данные взяты из примечаний к альбому.